# Verticordia plumosa
Verticordia plumosa är en myrtenväxtart som först beskrevs av René Louiche Desfontaines, och fick sitt nu gällande namn av George Claridge Druce. Verticordia plumosa ingår i släktet Verticordia och familjen myrtenväxter.

## Underarter
Arten delas in i följande underarter:
- V. p. ananeotes
- V. p. brachyphylla
- V. p. grandiflora
- V. p. incrassata
- V. p. pleiobotrya
- V. p. plumosa
- V. p. vassensis

## Bildgalleri

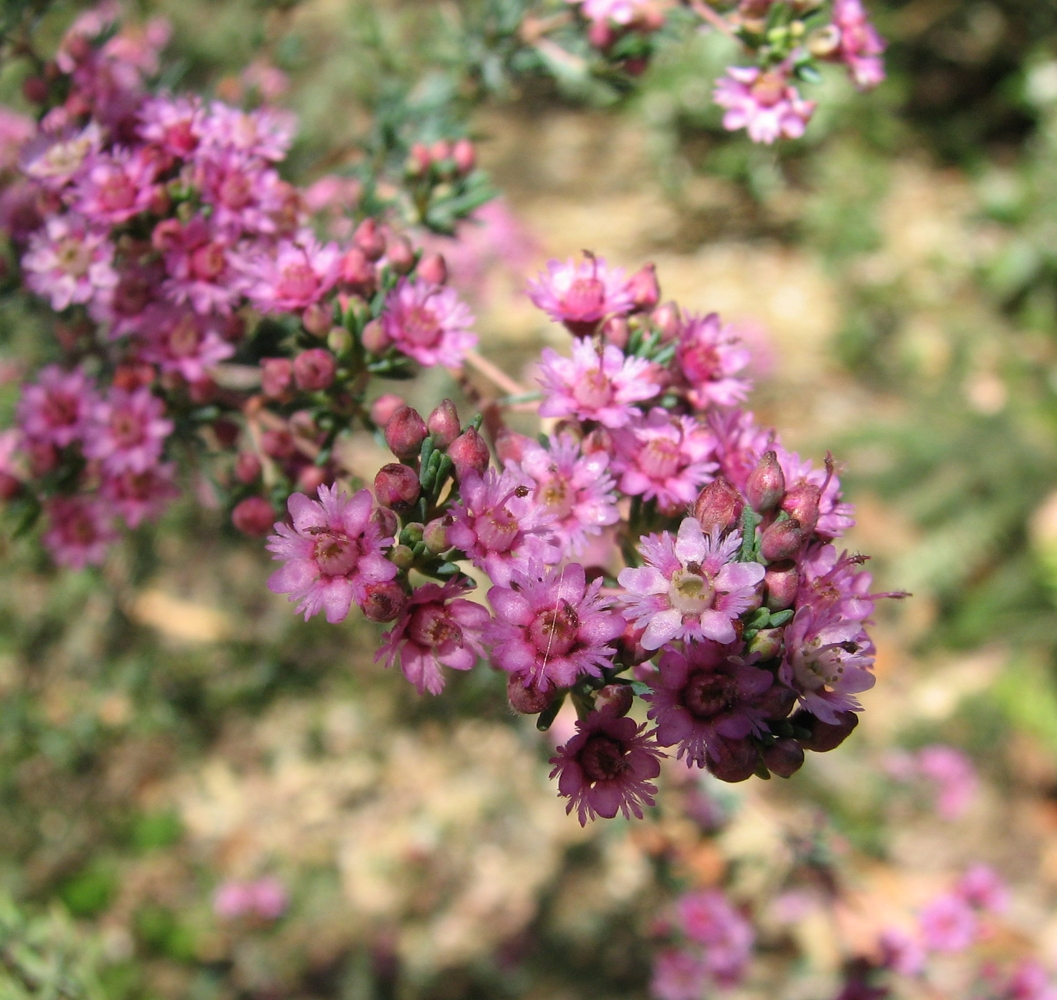